# Fondul construit al străzii Carol Schmidt
Fondul construit al străzii Carol Schmidt este un complex de clădiri amplasat pe str. Carol Schmidt – nr. 6, nr. 12 și nr. 16 – în Bălți, Republica Moldova. Este un monument arhitectural de importanță națională inclus în Registrul monumentelor Republicii Moldova ocrotite de stat cu nr. 26 (municipiul Bălți). Datează din anii 1930.
Până în mai 2025, subiectul monumentului ocrotit erau adresele 6, 8, 10, 12, 14.

## Galerie de imagini

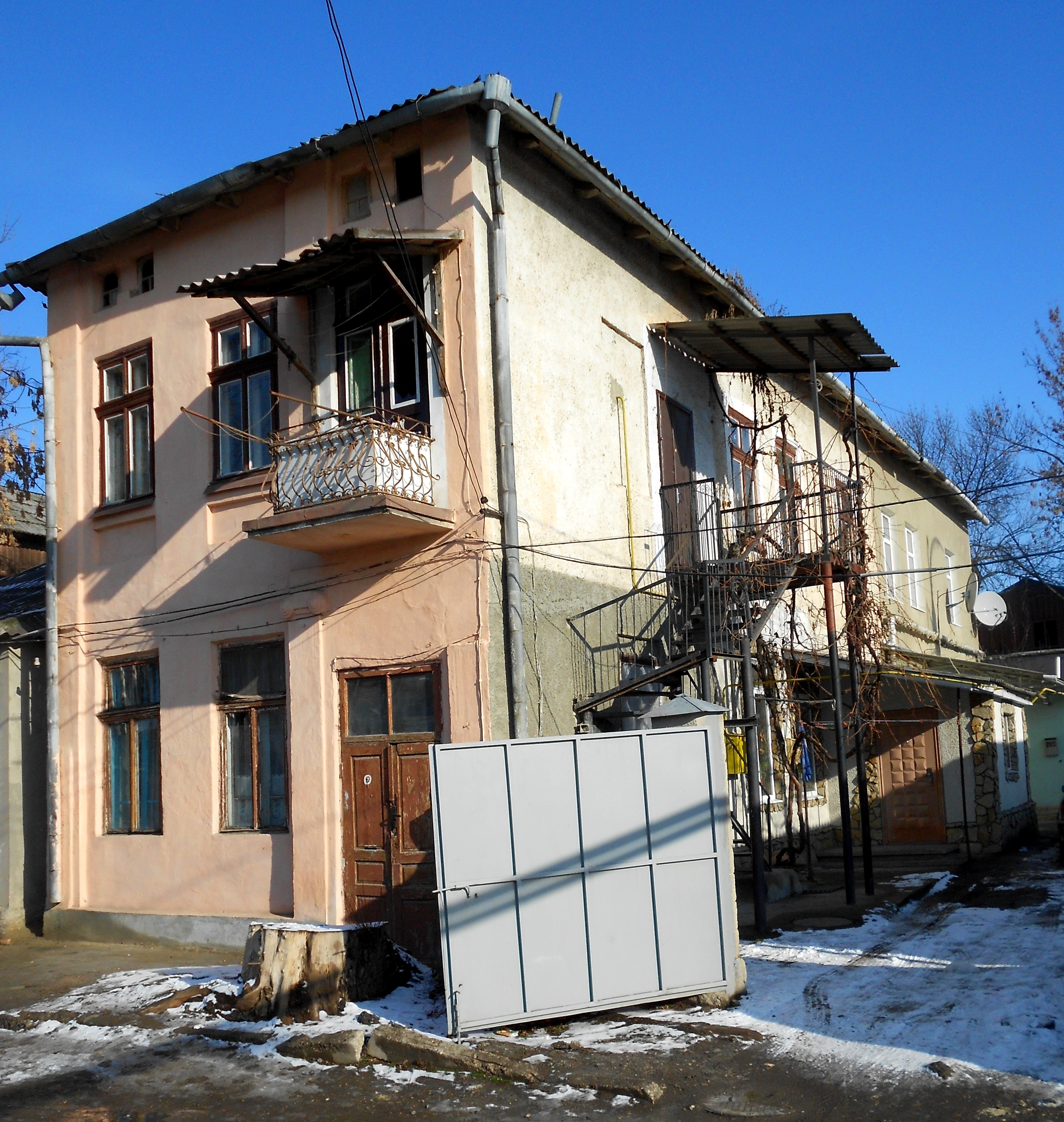
Imobilul de la nr. 6
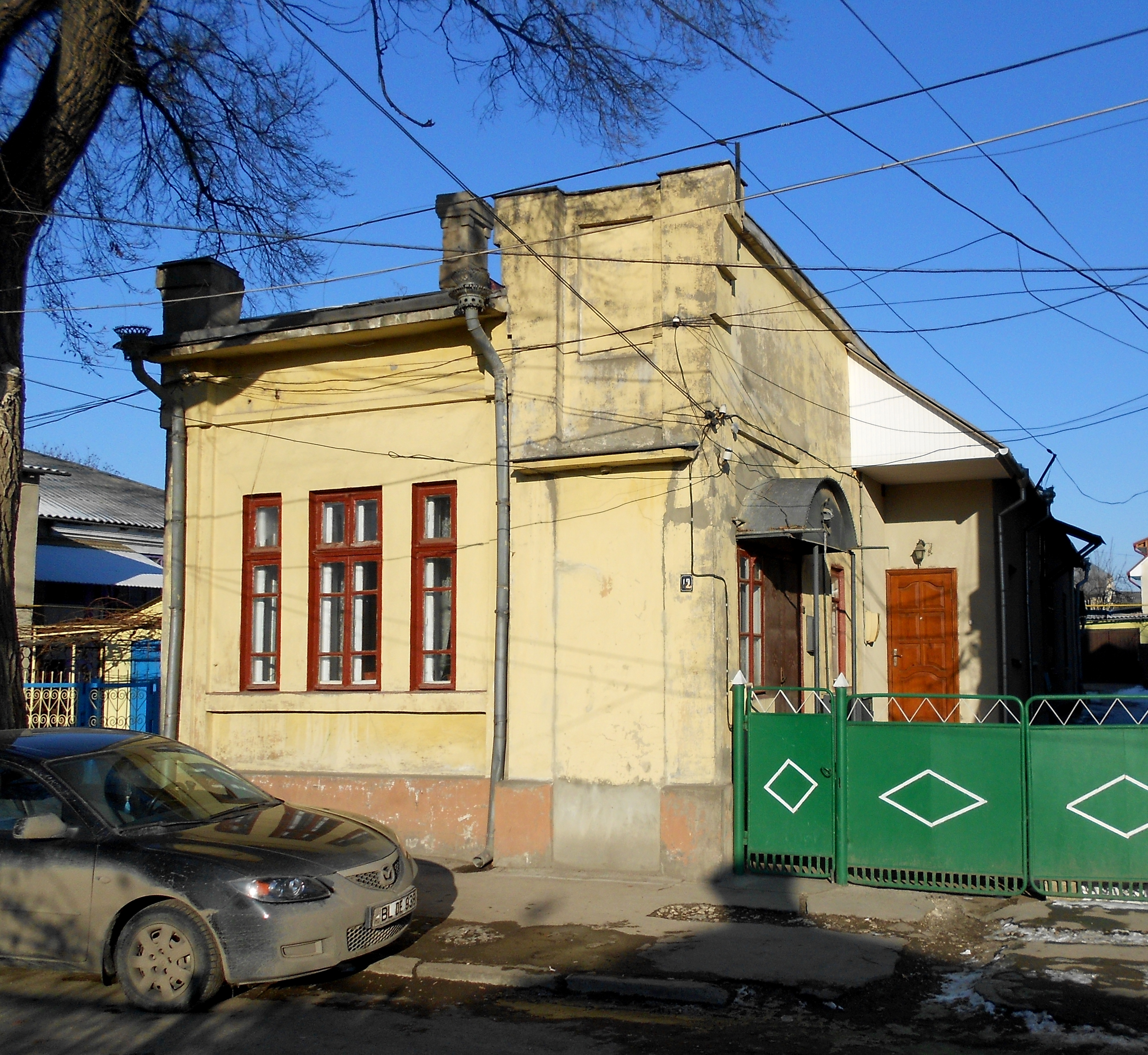
Imobilul de la nr. 12
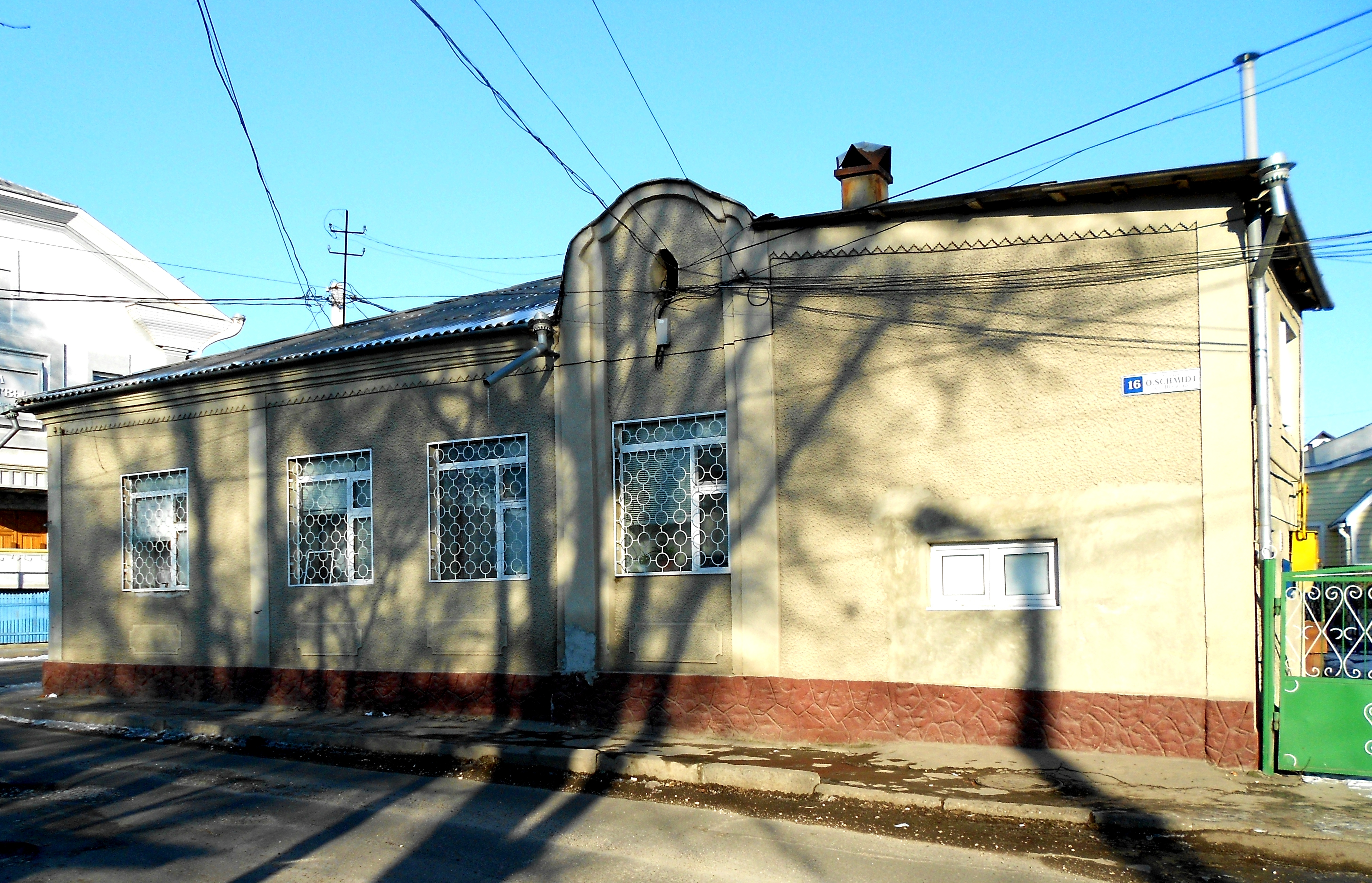
Imobilul de la nr. 16